# Washington Misick

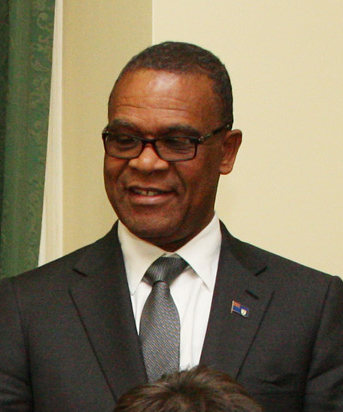
Washington Misick, 2013

Charles Washington Misick, OBE (* 13. März 1950 in Bottle Creek, North Caicos) ist ein Politiker der Progressive National Party (PNP) der Turks- und Caicosinseln, der unter anderem zwischen 1991 und 1995 Chief Minister der Turks- und Caicosinseln war. Seit 2021 ist er erneut Regierungschef, derzeit Premierminister genannt.

## Leben
Misick absolvierte ein Studium der Betriebswirtschaftslehre und Buchhaltung sowie später Studienkurse für Entwicklung und Konfliktlösung an der John F. Kennedy School of Government der Harvard University. Er war als Wirtschaftsprüfer bei PricewaterhouseCoopers sowie als Vorstandsvorsitzender und Chief Executive Officer (CEO) der Prestigious Group – Real Estate Sales and Development.
1991 wurde Misick Nachfolger von Robert Hall als Führer der Progressive National Party (PNP) und gewann mit dieser die Wahlen zum Parlament (House of Assembly). Daraufhin wurde er Nachfolger von Oswald Skippings von der People’s Democratic Movement (PDM) als Chief Minister der Turks- und Caicosinseln. Bei den Wahlen am 31. Januar 1995 erlitt seine PNP jedoch eine erhebliche Wahlniederlage und kam nur noch auf vier der 13 Sitze im Parlament, woraufhin Derek Taylor von der PDM am 3. Februar 1995 neuer Chief Minister wurde. Er blieb daraufhin zunächst Oppositionsführer, ehe sein jüngerer Bruder Michael Misick diese Funktion 2002 übernahm.
Bei den Wahlen 2012 wurde Misick, dem das Offizierskreuz des Order of the British Empire (OBE) verliehen wurde, wieder zum Mitglied des House of Assembly gewählt und übernahm in der Regierung von Premierminister Rufus Ewing das Amt als Minister für Finanzen, Investitionen und Handel. Bei den Wahlen 2016 erlitt die PNP allerdings eine Niederlage gegen die PDM, die zehn der 15 Sitze gewann und Sharlene Cartwright-Robinson zur Premierministerin wählte. Daraufhin legte Ewing sein Amt als Führer der PNP nieder und Misick wurde als dessen Nachfolger am 20. Dezember 2016 zugleich erneut Oppositionsführer. Im Februar 2021 wurde Misick zum Premierminister gewählt.